# 9e corps (Royaume-Uni)
Pour les articles homonymes, voir 9e corps d'armée.
Le 9e corps d'armée était un corps d'armée britannique pendant la Première Guerre mondiale et la Seconde Guerre mondiale.